# Heino von Heimburg
Heino von Heimburg (24 de octubre de 1889-octubre de 1945) fue un comandante de U-boat alemán en la Kaiserliche Marine durante la I Guerra Mundial que sirvió también como Vizeadmiral (vicealmirante) en la Kriegsmarine durante la II Guerra Mundial.

## I Guerra Mundial
El 10 de junio de 1915, Heimburg, al mando del UB-15 hundió al submarino italiano Medusa a las afueras de Porto di Piave Vecchia en el norte del Adriático. El 6 de julio de 1915, Heimburg, al mando del UB-14 con una tripulación de 14 hombres, torpedeó y hundió el acorazado italiano Amalfi mientras operaba bajo bandera austríaca a las afueras de Venecia.
El 16 de julio, Heimburg navegaba por los Dardanelos. Esto se producía en un tiempo en que el rango de acción de los submarinos era muy limitado, a diferencia de hoy. Para llegar a Bodrum, el UB-14 tuvo que ser remolcado una parte considerable de la distancia por un destructor austríaco. Aun así, su motor se estropeó a las afueras de Creta y su brújula se averió. A pesar de estos problemas llegó con seguridad a Bodrum el 24 de julio. A su llegado recargó las baterías del UC-14 que había llegado cuatro días antes con problemas en el motor. Un equipo de mantenimiento tuvo que viajar desde Constantinopla para llevar a cabo las necesarias reparaciones en ambos submarinos. En ese tiempo ese viaje no era fácil y se hacía en parte en tren y en parte en camello.
El 12 de agosto, Heimburg zarpó de Bodrum por la conocida ruta de vapor entre Alejandría y los Dardanelos. Después de partir, el primer avistamiento fue un barco hospital completamente iluminado esa noche que no fue atacado. El 13 de agosto vio al barco de línea Sudán en servicio como barco hospital. Después avistó al RMS Royal Edward navegando si escolta para Madrás. Disparó un torpedo desde menos de una milla de distancia que golpeó en su popa. El Royal Edward se hundió rápidamente en la posición 36°13′N 25°51′E / 36.217, 25.850, a 6 millas al oeste de Kandeliusa en el mar Egeo. La cubierta de popa se inundó en tres minutos y el barco se hundió con la proa en el aire en seis minutos. 132 miembros de la tripulación y probablemente 1000 soldados murieron, aunque las cifras varían.
Los supervivientes fueron recogidos por el Sudán, dos destructores franceses y algunos arrastreros. Heimburg y el UB-14 no se quedaron para acosar el esfuerzo de rescate, sino que puso rumbo a Bodrum con algunos problemas técnicos donde llegó la mañana del 15 de agosto.
Posteriormente en agosto Heimburg y el UB-14 hundieron al buque de transporte australiano Southland con destino a Galípoli. Aproximadamente treinta hombres murieron y el resto de tropas y tripulación fueron rescatados por buques cercanos. Un reducido grupo de la tripulación logró mantener el barco a flote y fue varado en el puerto de Moúdros.
El 4 de septiembre, el submarino británico E7 se enredó en las redes antitorpedos enemigas a las afueras de Nagara Point en los Dardanelos. Todos los intentos de liberar el submarino fracasaron. Sin embargo, llamaron la atención de Heimburg, que se hallaba en puerto con el UB-14 que estaba siendo reparado en la cercana Çanakkale. Visitó el lugar en un pequeño esquife, desde el que lanzó una pequeña carga explosiva. El E7 fue forzado a subir a la superficie y su tripulación lo hundió antes de ser hechos prisioneros de guerra.
El 5 de noviembre, Heimburg con el UB-14 torpedeó y hundió al submarino británico E20 y después de asumir el mando del UC-22 también torpedeó y hundió el submarino francés Ariane el 19 de junio de 1917. El 11 de agosto, Heino von Heimburg recibió la Pour le Mérite.

## Periodo de entreguerras
Mientras entrevistaba a veteranos alemanes de los U-boats, el periodista americano Lowell Thomas fue presentado a Heimburg por Lothar von Arnauld de la Perière. La entrevista a Heimburg sobre su servicio en la guerra apareció en el libro de Thomas de 1928 Raiders of the Deep.

## II Guerra Mundial
A principios de la II Guerra Mundial, Heimburg era juez en el Reichskriegsgericht. Hasta 1943, cuando se retiró, Heimburg sirvió en Bremen. En 1944 fue elegido para un asiento en el Tribunal del Pueblo, un tribunal especial nazi. A pesar de estar retirado, en marzo de 1945 Heimburg fue apresado por los soviéticos y murió en un campo de prisioneros de guerra cerca de Stalingrado en 1945.

## Condecoraciones
- Cruz de Hierro de 1914, 1.ª y 2.ª clase[2]
- Cruz de Caballero de la Real Orden de Hohenzollern con Espadas[2]
- Insignia de Guerra Submarina (1918)[2]
- Pour le Mérite (11 de agosto de 1917)[2]
- Cruz de Caballero de Segunda Clase de la Orden de Pedro Federico Luis con Espadas (Oldenburgo)[2]
- Cruz de Federico Augusto, 1.ª clase (Oldenburgo)
- Cruz de Caballero de la Orden imperial de Leopoldo (Austria)[2]
- Orden imperial de la Corona de Hierro, 3.ª clase con Decoración de Guerra (Austria)[2]
- Medalla Imtiyaz de Plata con Espadas (Imperio otomano)[2]
- Medalla Liakat de Oro con Espadas (Imperio otomano)[2]
- Cruz de Caballero de la Orden al Mérito Militar con Corona (Bulgaria)[2]